# 고졸기 미소

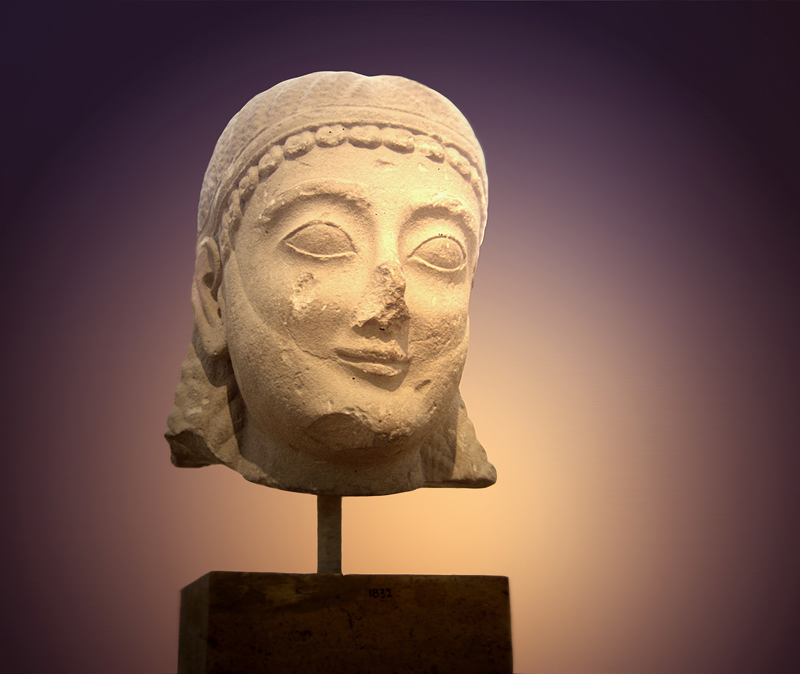
국립 아테네 고고학 박물관에 소장된 쿠로스의 머리. 전형적인 '고졸기 미소'를 보이고 있다.

고졸기 미소(archaic smile)는 그리스 고졸기 조각에서 나타나는 모양으로써, 특히 기원전 6세기 2사분기에 등장하는데, 대상이 살아있음을 암시하는 듯하며, 행복하다는 느낌을 불어넣고 있다. 사실주의에 익숙한 감상자가 보기에 고졸기 미소는 단조롭고 어색해보이지만, 동작을 추구한다는 점에서 자연주의를 지향하는 움직임으로 볼 수도 있다. 고졸기 미소의 유명한 예로 크로이소스 쿠로스가 있다.
그리스 아이기나의 아파이아 신전의 서편 박공에 죽어가는 전사의 모습이 묘사되어있는데, 흥미롭게도 죽음을 앞두고 전사는 미소를 짓고있다.
고대 그리스의 고졸기(대략 기원전 600년 ~ 480년)에 고졸기 미소를 짓고있는 사람의 형상을 담은 작품이 많다. 기원전 5세기 이전 200여년간 고졸기 미소는 조각에서 널리 등장하는데, 그리스 본토, 에게해의 섬들, 소아시아 전역에서 이러한 조각이 출토되고 있다. 어떤 현대 해석자가 보기에 고졸기 미소는 무시를 통한 행복감을 드러내고 있다. 고졸기의 예술가들은 고졸기 미소가 그들의 행동을 통해 신의 축복을 받아 웃는 것으로 나타낸 것이거나 또는 현대의 사진 촬영 시 웃음을 짓는 것과 비슷한 것으로 해석되고 있다.

## 같이 보기
- 고대 그리스 미술